# Damir Šegota
Damir Šegota (Zagreb, 22. svibnja 1966.) hrvatski je kineziolog te visoki sportski djelatnik.

## Raniji život
Otac Mladen i majka Danka rodom su iz Dalmatinske zagore odakle u Zagreb dolaze početkom 1960. godina.
Šegota djetinjstvo provodi na zagrebačkom Trnju.

### Sport i obrazovanje
Sportom se bavi od mlade dobi te u godinama koje slijede postaje profesionalnim hokejašem na ledu. Nastupa za KHL Mladost, KHL Medveščak te Hrvatsku reprezentaciju hokeja na ledu osamdesetih i devedesetih godina prošloga stoljeća. Akademsku naobrazbu započinje 1986. godine na Kineziološkom fakultetu Sveučilišta u Zagrebu te stječe titulu magistra kineziologije.

### Domovinski rat i Hrvatska vojska
Sredinom 1991. godine, s nekolicinom studenata s KIF-a , dobrovoljno se prijavljuje u redove novoformirane Hrvatske vojske te se priključuje bitci za oslobođenje teritorija Republike Hrvatske u Domovinskom ratu (1991. – 1995.). Za vrijeme služenja vojsci postaje časnikom te stječe čin bojnika Hrvatske vojske. U profesionalnom sastavu vojske zadržava se do 2002. godine.
Godine 1999. kordinira 2. Svjetske vojne igre u Zagrebu te se ističe svojim organizacijskim vještinama.

## Hrvatski olimpijski odbor
Uspješnom organizacijom 2. Svjetskih vojnih igara, nudi mu se posao u Hrvatskom olimpijskom odboru. Posao prihvaća 2002. godine te završava svoju višegodišnju karijeru u Hrvatskoj vojsci. Započinje raditi u Hrvatskom olimpijskom odboru na poziciji pomoćnika direktora Ureda za olimpijski program. Godinu dana kasnije (2003.), odlukom Vijeća HOO-a, postaje direktorom Ureda za olimpijski program te ga se imenuje Šefom misije na nadolazećim Olimpijskim igrama u Ateni.
Do danas Šegota obnaša dužnost direktora Ureda za olimpijski program te biva Šefom misije na Olimpijskim igrama rekordnih deset puta.

## Olimpijske igre
Na svojim prvim Igrama kao Šef misije (Chef de mission) Šegota sudjeluje u Ateni 2004. godine. Nakon Atene, sudjeluje na projektima ZOI Torino 2006., OI Peking 2008., ZOI Vancouver 2010., OI London 2012., ZOI Soči 2014., OI Rio de Janeiro 2016., ZOI Pyeongchang 2018., OI Tokio 2020., te ZOI Peking 2022.
Organizacijom misija na čak deset Olimpijskih igara, Šegota je smatran jednim od najiskusnijih i najistaknutijih svjetskih stručnjaka u području proceduralne organizacije olimpijskih misija.